# Hydroventure
Hydroventure, connu sous le nom de Fluidity en Amérique du Nord, est un jeu vidéo de réflexion développé par Curve Studios et édité par Nintendo. Il est disponible à partir de 2010 en Amérique du Nord et en Europe sur Wii à partir de la plate-forme de téléchargement WiiWare. Il est suivi par Hydroventure: Spin Cycle sur Nintendo 3DS.

## Système de jeu
Hydroventure est un jeu de réflexion en deux dimensions avec des éléments de jeu de plates-formes. Son gameplay repose sur la physique de l'eau à l'état liquide, principalement, mais aussi à l'occasion à l'état solide et à l'état gazeux. Le joueur doit utiliser le gyroscope de la Wiimote pour pencher le niveau afin de diriger une flaque d'eau. Il peut en outre faire sauter la flaque en secouant la manette.

## Accueil
Hydroventure est bien accueilli par la critique spécialisée. Il obtient un score de 86 % sur Metacritic. Dans une liste établie le 19 juillet 2011, IGN classe Hydroventure 9e meilleur jeu de la plate-forme WiiWare.